# Ruptura de glicol
Una Ruptura de glicol es un tipo específico de oxidación en química orgánica. El enlace carbono-carbono en un diol vecinal (glicol) se separan en lugar que los dos átomos de oxígeno se vuelvan un doble enlace con sus respectivos átomos de carbono. Dependiendo de la estructura del diol pueden formarse cetonas o aldehídos.
Una disolución de permanganato de potasio (KMnO4) en caliente reacciona con un alqueno para formar glicol. Tras esta dihidroxilación, el KMnO4 puede entonces fácilmente romper el glicol para formar aldehídos o cetonas. Los aldehídos reaccionarán posteriormente con (KMnO4), oxidándose para convertirse en ácidos carboxílicos. Controlando la temperatura y la concentración del reactivo, se puede mantener la reacción pasando continuamente a la formación de glicol.
El Ácido peryódico (HIO4) y acetato de plomo (IV) (Pb(OAc)4) son los reactivos mayormente usados para la ruptura glicolica, procesos llamados  reacción de Malaprade y oxidación de Criegee, respectivamente. Estas reacciones son más eficientes cuando se puede formar un intermediario cíclico con el átomo de yodo o plomo unido a ambos oxígenos. El anillo se fragmenta en el enlace de carbono-carbono con la formación de grupos carbonilo.

## Escisión oxidativa de Malaprade
La oxidación de Malaprade es una reacción de escisión de glicol en la que un glicol se oxida por acción del ácido periódico o una sal de peryodato para dar los grupos funcionales carbonilo correspondientes. La reacción fue reportada por primera vez por Léon Malaprade en 1934 y también funciona con beta-aminoalcoholes.

### Mecanismo
Primero se forma un éster ortoyódico, el cual se elimina con ruptura del enlace C-C. 

## Escisión oxidativa de Criegee
La oxidación de Criegee es una reacción de escisión de glicol en la cual los dioles vecinales se oxidan para formar cetonas y aldehídos usando tetraacetato de plomo. 
Es análogo a la reacción de Malaprade, pero utiliza un oxidante más suave. Esta oxidación fue descubierta por Rudolf Criegee y compañeros de trabajo y se informó por primera vez en 1931 usando etilenglicol como sustrato.
La velocidad de la reacción depende en gran medida de la posición geométrica relativa de los dos grupos hidroxilo, tanto que los dioles que son cis en ciertos anillos pueden reaccionar selectivamente en comparación con los que son trans en ellos. Criegee insistió mucho en que la reacción debe realizarse en disolventes anhidros, ya que cualquier agua presente hidrolizaría el tetraacetato de plomo; sin embargo, publicaciones posteriores han informado que si la velocidad de oxidación es más rápida que la velocidad de hidrólisis, la escisión puede realizarse en solventes húmedos o incluso en soluciones acuosas. Por ejemplo, la glucosa, el glicerol, el manitol y la xilosa pueden sufrir una oxidación de Criegee en soluciones acuosas, pero la sacarosa no puede.

### Mecanismo
Hay dos mecanismos propuestos para la oxidación de Criegee que dependen de la configuración del diol. Si los átomos de oxígeno de los dos grupos hidroxi están conformacionalmente lo suficientemente cerca como para formar un anillo de cinco miembros con el átomo de plomo, la reacción se produce a través de un intermedio cíclico. Si la estructura no puede adoptar dicha conformación, es posible un mecanismo alternativo, pero es más lento.  Los anillos de cinco miembros con fusión trans están muy tensos, por lo que los transdiolos que están en un anillo de cinco miembros reaccionarán más lentamente que los alcoholes cis en dicha estructura.

### Modificaciones
Aunque el sustrato clásico para la oxidación de Criegee son 1,2-dioles, la oxidación puede emplearse con β-aminoalcoholes, α-hidroxicarbonilos, y α-cetoácidos, en el caso de β-amino alcoholes, se propone un mecanismo de radicales libres.
La oxidación de Crigee también se puede emplear con alcoholes 2,3-epoxídicos formando α-acetoxicarbonilos. Debido a que los sustratos se pueden producir con estereoquímica específica, como la epoxidación Sharpless de alcoholes alílicos, este proceso puede producir moléculas quirales.
Las oxidaciones de Criegee se usan comúnmente en la química de carbohidratos para escindir 1,2-glicoles y diferenciar entre diferentes tipos de grupos de glicol.
Si un grupo R es un átomo de hidrógeno, un aldehído es formado en aquel sitio. Si el grupo R es una cadena que comienza con un átomo de carbono, se forma una cetona.

## Aplicaciones
La ruptura de glicoles es una importante reacción en el laboratorio debido a que es muy usada en la determinación de estructuras de azúcares. Después de que tome lugar la ruptura, fragmentos de cetona y aldehídos pueden ser inspeccionados y se comprueba la ubicación de los anteriores grupos hidroxilo.